# Söhne der Unbefleckten Jungfrau Maria
Die Söhne der Unbefleckten Jungfrau Maria (lat.: Congregatio Filiorum Beatae Mariae Virginis Immaculate, frz.: Fils de Marie Immaculée, Ordenskürzel: FMI) sind ein Institut des geweihten Lebens in der römisch-katholischen Kirche. Die klerikale Kongregation wurde 1828 von Louis-Marie Baudouin (1765–1835) in Chavagnes-en-Paillers (Frankreich) gegründet. Nach ihrem Gründungsort werden sie auch Pères de Chavagnes genannt.

## Geschichte
Ursprünglich wurde die Priestergemeinschaft 1804 von Schwester St. Benoit, die eine kleine Schule leitete, initiiert. Dabei wurde sie ab 1805 durch den Priester Louis-Marie Baudouin unterstützt. Nach ihrem Tod (1828) baten einige Lehrer ihn, die Leitung der Gemeinschaft zu übernehmen. Am 21. September 1841 wählte die Priestergemeinschaft Pater Baizé zu ihrem ersten Generalsuperior, die Ordensgemeinschaft zählte gerade einmal neun Priester und einen Diakon. Gleichzeitig wurden die ersten fünf Novizen aufgenommen. Ihre erste Bezeichnung lautete „Oblatenväter“, später wurde der von Pater Baudouin vorgeschlagene Name „Gesellschaft der Kinder Mariens“ übernommen, 1857 erhielt sie mit päpstlicher Genehmigung den Namen „Kinder Mariens“.
1860 errichtete die Gemeinschaft ihr erstes Mutterhaus in Chavanges-en-Paillers, von 1861 bis 1903 diente es als Noviziat. Nach einer Zwangspause konnte es 1920 wiedereröffnet werden. Zwischen 1876 und 1903 wurden in Frankreich mehrere Niederlassungen errichtet, 1897 übernahmen die ersten Patres in England und 1909 in Belgien ihre Tätigkeit.

## Organisation
2016 bestand die Ordensgemeinschaft aus 90 Mitgliedern, von denen 70 Priester waren. Das Generalhaus hat seinen Sitz in Saint-Fulgent. Generalsuperior ist seit Pater Rafael Serrano, er wird durch den Generalrat unterstützt, der aus einem Generalsekretär, einem Wirtschaftsdirektor und drei Ratsmitglieder zusammengesetzt ist. Der Orden verwaltet vier Ordensprovinzen:
- Provinz Antillen (1872 Dominica, 1878 St. Lucia, 1997 Trinidad)
- Provinz Venezuela (1903 Caracas)
- Provinz Afrika (1930 Tunesien, 1938 Marokko, 1952 Algerien, 1968 Kamerun, 1968 Togo, 1981 Burkina)
- Provinz Frankreich mit Kanada (1902 Kanada)

## Persönlichkeiten
- Ubaldo Ramón Santana Sequera FMI, seit 2000 Erzbischof von Maracaibo in Venezuela und Präsident der Bischofskonferenz von Venezuela[2]
- † Augustín Barrere FMI, 1930–1952 Bischof von Tucumán in Argentinien[3]
- † Charles Alphonse H.J. Gachet FMI, 1957–1974 Bischof und von 1974 bis 1984 emeritierter Bischof von Castries (Saint Lucia, Antillen)[4]

## Internationales Internat
1802 errichtete Louis-Marie Baudouin eine Seminarschule in Chavagnes. 2002 wurde sie als internationales, englischsprachiges Internat wiedereröffnet.